# Ente di gestione delle aree protette del Ticino e del Lago Maggiore
L'Ente di gestione delle aree protette del Ticino e del Lago Maggiore è un ente strumentale della Regione Piemonte, istituito nel 2009.
Gestisce oltre 15 aree protette del quadrante nordorientale del Piemonte, situate sul territorio di 61 Comuni posti nelle province di Biella, Novara, Vercelli e Verbano-Cusio-Ossola. Isole verdi all’interno di una zona fortemente interessata dalla presenza dell’uomo, le aree presentano caratteristiche diverse e si distinguono per la ricca biodiversità. Siti che richiedono impegno costante per la tutela del patrimonio ambientale, storico-culturale, architettonico e archeologico; sono anche luoghi ideali, di cui godere in modo rispettoso e consapevole, per momenti di svago nella natura. In molti punti sono a disposizione aree attrezzate e parcheggi per i mezzi a motore, da cui è possibile iniziare escursioni a piedi o in bicicletta su una fitta rete di sentieri e piste ciclabili, verso centri visita e punti di interesse.
All'ente sono affidati in gestione:   
- il Parco naturale della Valle del Ticino
- la Riserva naturale dei Canneti di Dormelletto
- la Riserva naturale di Fondo Toce
- la Riserva naturale di Bosco Solivo
- il Parco naturale dei Lagoni di Mercurago
- la Riserva naturale delle Baragge
- la Riserva naturale della Garzaia di Villarboit
- la Riserva naturale della Garzaia di Carisio
- la Riserva naturale della Palude di Casalbeltrame
- il Parco naturale delle Lame del Sesia
- la Riserva naturale della Bessa
- la Riserva naturale del Parco Burcina Felice Piacenza
- la Riserva naturale ed Area contigua Spina Verde
- la Riserva naturale del Monte Mesma
- la Riserva naturale del Colle di Buccione

L’ente gestisce, inoltre, le aree naturalistiche della Baraggia di Bellinzago, Le Ginestre di Oleggio e la Riserva Naturale Speciale Bosco Vedro. 
L'ente in oltre gestisce alcuni siti della rete Natura 2000 collocati nel Piemonte nord-orientale.